# Belgische Badmintonmeisterschaft 2016
Die Belgische Badmintonmeisterschaft 2016 fand vom 6. bis zum 7. Februar 2016 in De Sporthal in Heist-op-den-Berg statt.

## Medaillengewinner
| Disziplin    | Gold                           | Silber                          | Bronze                                |
| ------------ | ------------------------------ | ------------------------------- | ------------------------------------- |
| Herreneinzel | Yuhan Tan                      | Maxime Moreels                  | Rowan Scheurkogel                     |
| Herreneinzel | Yuhan Tan                      | Maxime Moreels                  | Thijs Demeyere                        |
| Dameneinzel  | Lianne Tan                     | Flore Vandenhoucke              | Presence Beelen                       |
| Dameneinzel  | Lianne Tan                     | Flore Vandenhoucke              | Sabine Devooght                       |
| Herrendoppel | Matijs Dierickx Freek Golinski | Lawrence De Pauw Stijn Lenaerts | Jordy van der Sypt Tim van Herbruggen |
| Herrendoppel | Matijs Dierickx Freek Golinski | Lawrence De Pauw Stijn Lenaerts | Olivier De Nieuport Alexis Degen      |
| Damendoppel  | Lianne Tan Flore Vandenhoucke  | Lise Jaques Ann Knaepen         | Steffi Annys Sabine Devooght          |
| Damendoppel  | Lianne Tan Flore Vandenhoucke  | Lise Jaques Ann Knaepen         | Elke Biesbrouck Debbie Janssens       |
| Mixed        | Matijs Dierickx Steffi Annys   | Stijn de Langhe Debbie Janssens | Frederic Gaspard Sabine Devooght      |
| Mixed        | Matijs Dierickx Steffi Annys   | Stijn de Langhe Debbie Janssens | Roel van Heuckelom Elke Biesbrouck    |